# Mykenische Kultur

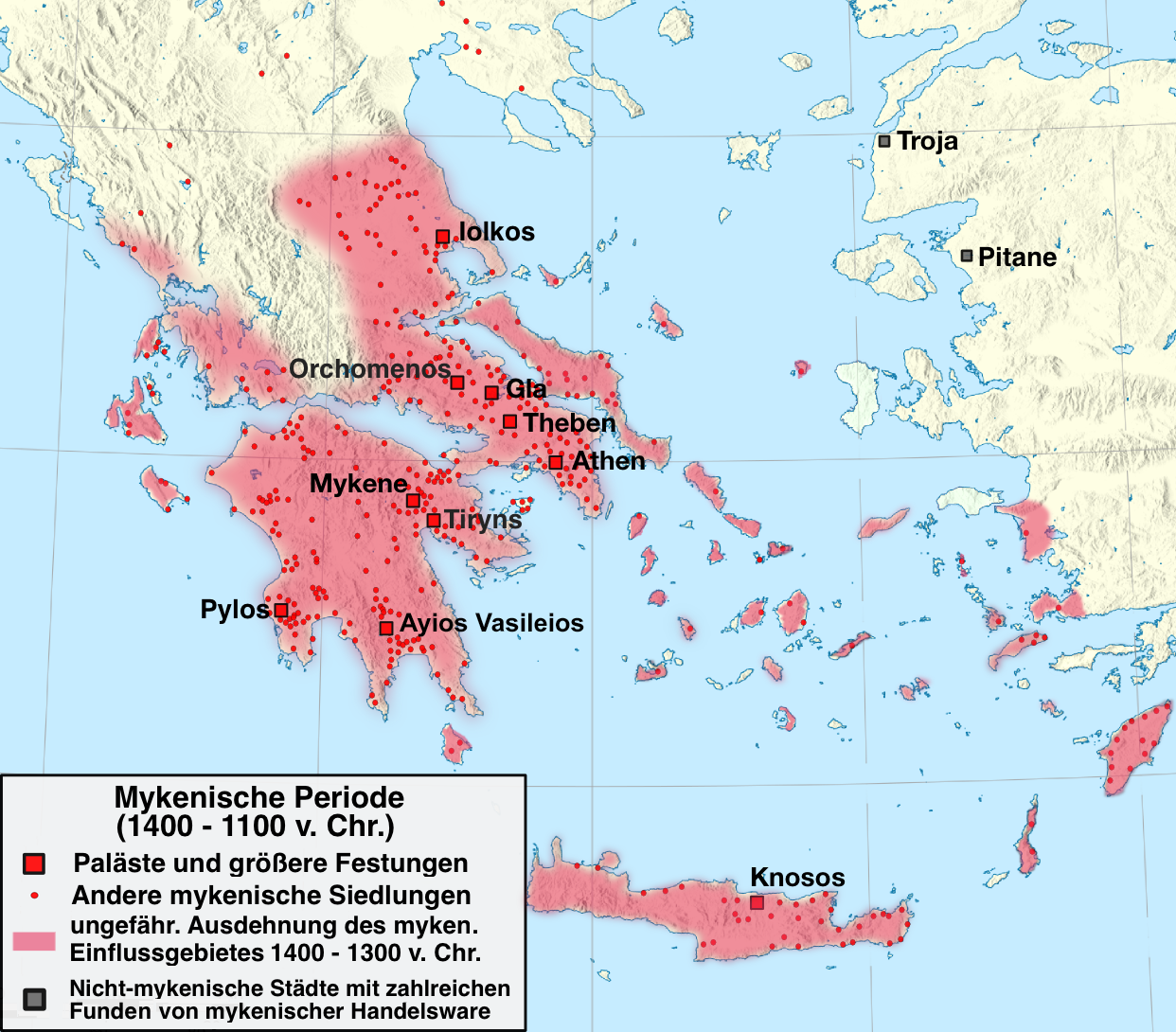
Verbreitungsgebiet der mykenischen Kultur im 14. und 13. Jahrhundert v. Chr.

Als mykenische Kultur (auch mykenische Zeit oder mykenische Periode) wird die griechische Kultur der späten Bronzezeit (Späthelladikum) des südlichen und zentralen griechischen Festlands bezeichnet, die von ca. 1680 v. Chr. (nach hoher Datierung, siehe unten) bzw. ca. 1600/1550 v. Chr. (nach traditioneller Chronologie) bis ins 11. Jahrhundert v. Chr. bestand. Sie ist die erste bekannte Hochkultur des europäischen Festlands. Die mittlerweile große Mehrheit der Forschung nimmt an, dass das mykenische Griechenland mit dem in hethitischen Schriftquellen erwähnten Land Aḫḫijawa gleichzusetzen ist, dessen hethitische Bezeichnung mit der homerischen Bezeichnung „Achaier“ für die Griechen zu verbinden sei. Die genaue Lokalisierung des Machtzentrums von Aḫḫijawa innerhalb des ägäischen Kulturraumes ist allerdings strittig.

## Geschichte
Die Bezeichnungen Mykener und mykenisch sind moderne Schöpfungen, die u. a. nach den Ausgrabungen Heinrich Schliemanns in der bronzezeitlichen Siedlung Mykene üblich wurden. Die Eigenbezeichnung der frühgriechischen Bevölkerung des Ägäisraums ist unbekannt, wenngleich teils vermutet wird, sie habe sich in den Achaiern Homers erhalten (siehe oben). Auf der Ortsnamenliste im Totentempel des ägyptischen Pharaos Amenophis III. aus dem 14. Jahrhundert v. Chr. wird das griechische Festland – oder zumindest die Peloponnes – Tanaja/Danaja genannt. Dies lässt sich etymologisch möglicherweise mit den Danaern (Δαναοί), eine von drei Bezeichnungen für die Griechen in den homerischen Epen, verbinden. Die mykenische Periode wird in Frühmykenisch, Mittelmykenisch und Spätmykenisch unterteilt, was im Süden Griechenlands den späthelladischen Hauptphasen (SH I, II und III) entspricht. Auf den Inseln der Kykladen entspricht die mykenische Zeit der spätkykladischen Zeit innerhalb der Kykladenkultur.

### Frühmykenische Zeit
Die mykenische Kultur wird als die erste Hochkultur des europäischen Festlandes angesehen. Im Gegensatz zu den Trägern der minoischen Kultur auf der Insel Kreta, deren Sprache unbekannt ist, sprachen die Bewohner des griechischen Festlandes, wie die Entzifferung der Linear-B-Schrift durch Michael Ventris und John Chadwick 1952 ergab, das Mykenische, eine frühe Form des Griechischen. Mykenisch ist somit eine indogermanische Sprache. Die mykenische Kultur tritt nach einer Periode kulturellen Rückgangs im Mittelhelladikum fast unvermittelt ab ca. 1680 v. Chr. (nach hoher Chronologie bzw. um 1600 v. Chr. nach traditioneller, s. u.) in Form von sehr reich ausgestatteten Schachtgräbern in der Argolis, vor allem in Mykene, hervor. Auch in anderen Gegenden Griechenlands werden Tote bald mit sehr reichen Grabbeigaben bestattet. Außerdem tritt zu Beginn des Späthelladikums erstmals mykenische Keramik auf. Sie ist hellgrundig mit dunklem Firnis und löst die mittelhelladische Mattbemalte Keramik und die graue minysche Ware ab. Beide mittelhelladischen Keramikarten kommen im Späthelladikum I allerdings noch vor, vor allem in Mittelgriechenland. Zunächst offenbart die mykenische Keramik einen sehr starken minoischen Einfluss. Kontakte gibt es aber nicht nur mit Kreta, sondern auch mit Ägypten und dem Westen, wie frühmykenische Funde auf den Liparischen Inseln und auf Vivara (Golf von Neapel) belegen. Die frühesten Funde mykenischer Keramik und anderer mit der mykenischen Kultur verbundenen Güter sowie kostbarer Importe treten in der Argolis und in Lakonien ungefähr zeitgleich auf. Auch in Messenien wurden mykenische Keramik und Bernsteinschmuck bereits in frühmykenischen Kontexten entdeckt.

### Mittelmykenische Zeit
In der mittelmykenischen Zeit (SH II, etwa 1500–1400 v. Chr.) werden die Schachtgräber teilweise von Tholos-Gräbern abgelöst. Die mykenische Kultur breitet sich nun in weitere Regionen Süd- und Mittelgriechenlands aus, die bisher noch überwiegend mittelhelladischen Traditionen folgten, von begrenzten Importen mykenischer Keramik in frühmykenischer Zeit abgesehen. In dieser Phase wird Kreta offenbar von Festlandsgriechen erobert, mit der Folge, dass die mykenische Kultur u. a. auch auf den Kykladen, Rhodos sowie Milet an der kleinasiatischen Westküste beherrschend wird.

### Spätmykenische Zeit

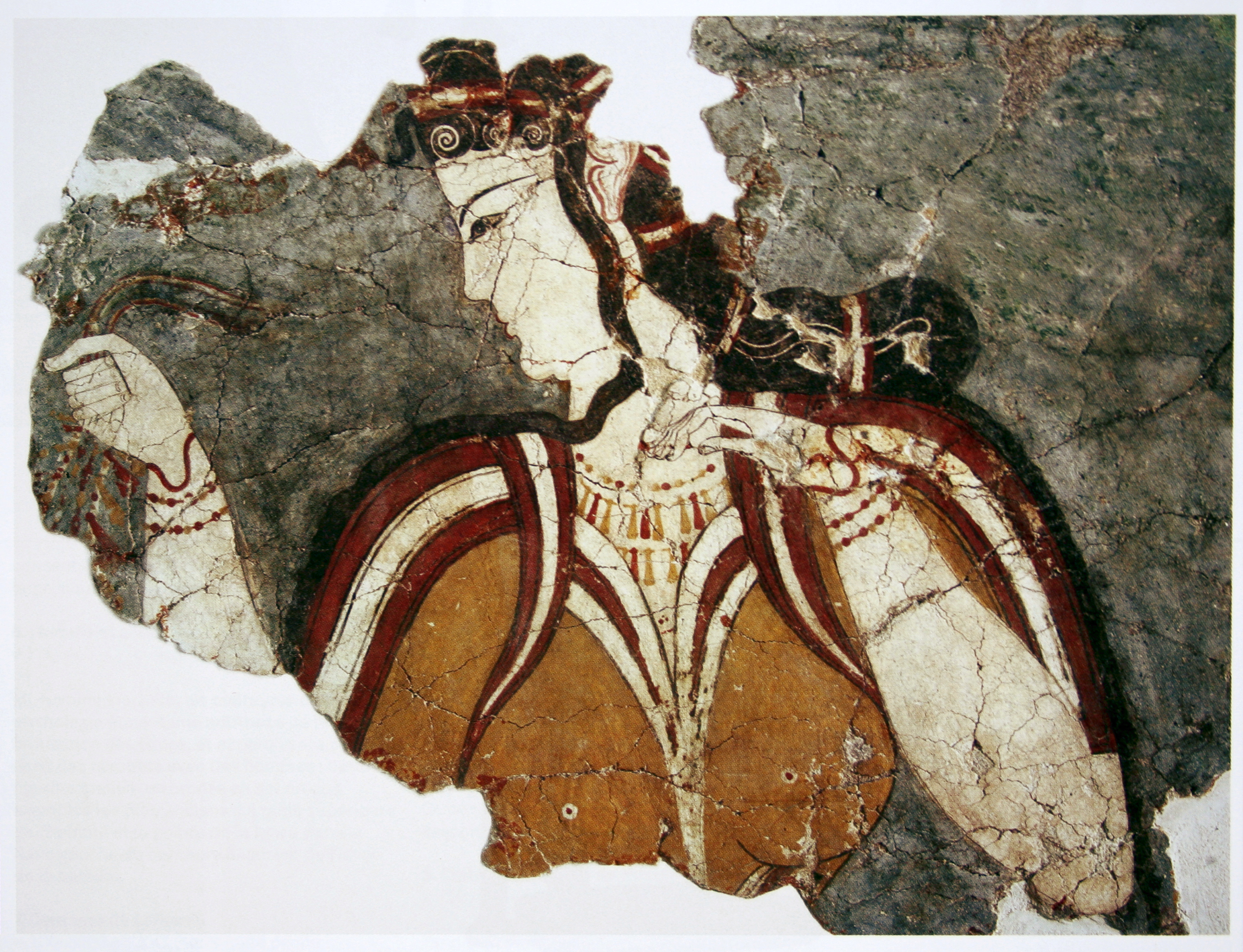
Mykenisches Fresko

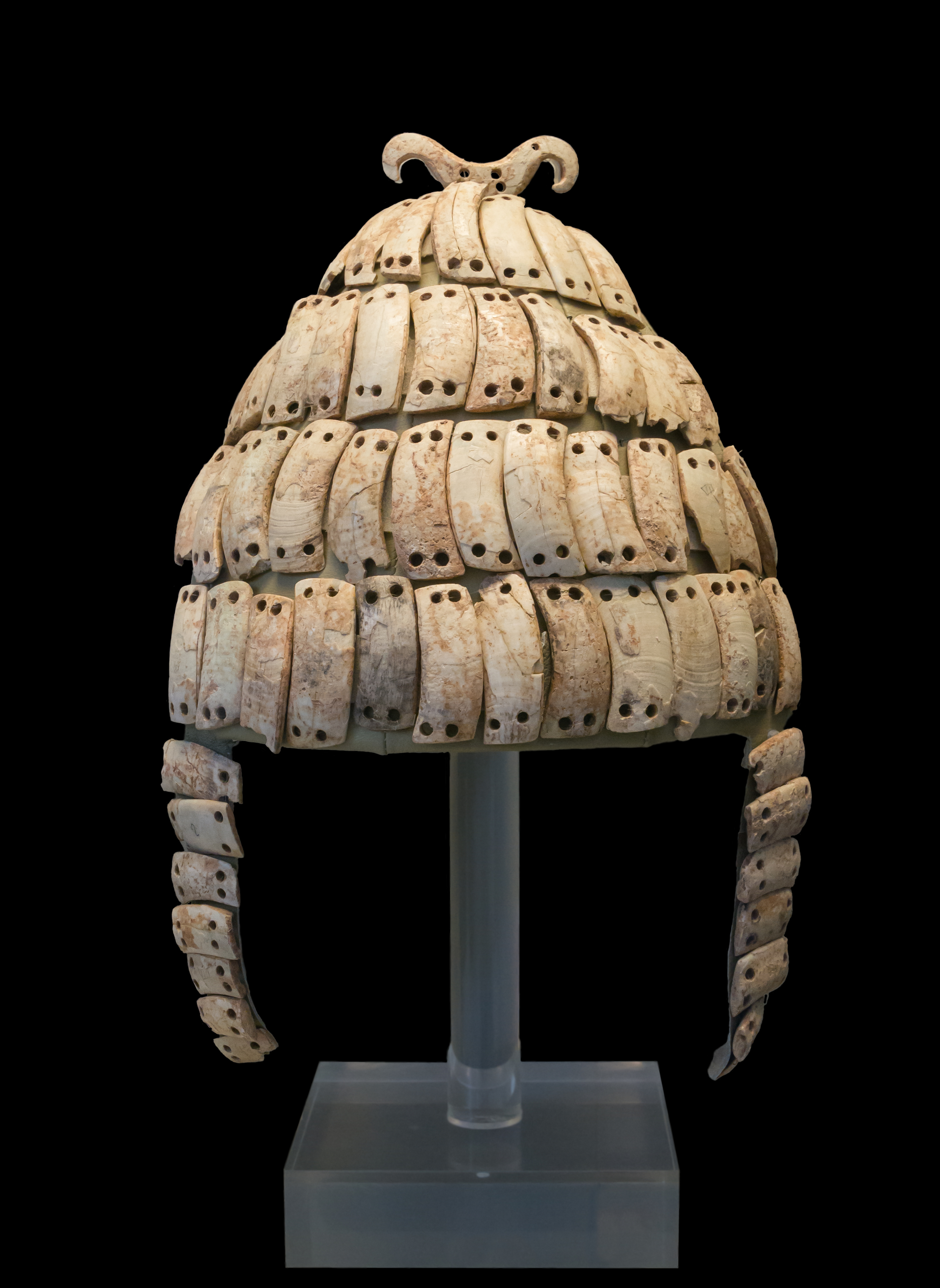
Mykenischer Eberzahnhelm

Die ersten beiden Phasen der spätmykenischen Zeit (SH IIIA und SH IIIB; circa 1400–1200 v. Chr.) stellen den Höhepunkt der mykenischen Kultur dar. Während es in früh- und mittelmykenischer Zeit an vielen Orten reich ausgestattete Gräber in der Nähe von größeren, meist befestigten Siedlungen gab, die auf viele lokale Fürsten/Kleinkönige schließen lassen, werden ab ca. 1400 v. Chr. einige Siedlungen stark ausgebaut und entwickeln sich zu überregionalen Zentren, während die bisherigen „Fürstensitze“ in der Region offenbar an Bedeutung verlieren, einige Nekropolen sogar nicht weiter genutzt werden. Diese Entwicklung konnte bisher in Attika, in der Argolis, in Messenien und Böotien beobachtet werden, wo mächtige Palastzentren entstanden (z. B. Mykene, der Palast des Nestor bei Pylos, Theben, Athen). In anderen Regionen, die meist zur sogenannten „Peripherie“ der mykenischen Welt gezählt werden, wie das westliche Achaia, Elis oder das westliche Zentralgriechenland, wahrscheinlich auch Thessalien bestanden dagegen offenbar weiterhin eine Fülle von kleineren Zentren, ohne dass sich ein Palastzentrum bildete.
Ob die mykenischen Staaten autonom waren, oder ob sie zu einem übergeordneten großen mykenischen Reich gehörten, dessen Hauptstadt Mykene oder eventuell auch Theben war, ist bis heute ungeklärt. Hethitische Dokumente des späten 15. bis späten 13. Jahrhunderts erwähnen oft ein Land Aḫḫijawa (in der frühesten Quelle Aḫḫija), das gemäß der mittlerweile vorherrschenden Meinung mit einem mykenischen Reich gleichgesetzt wird, dessen Hauptstadt von Kleinasien aus nur über das Meer zu erreichen war und wahrscheinlich auf dem griechischen Festland lag. Aḫḫijawa beherrschte aber bis zum dritten Viertel des 13. Jahrhunderts v. Chr. (auch) Gebiete im Westen Kleinasiens, darunter die Stadt Millawanda (höchstwahrscheinlich Milet, das eine mykenische Stadt war und erst gegen Ende des 13. Jahrhunderts starke hethitische Einflüsse offenbart). Auch die Tatsache, dass der König Aḫḫijawas als „Bruder“ angeredet wurde (wie im Tawagalawa-Brief), was nur bei Herrschern, die der hethitische Großkönig als gleichrangig ansah, erfolgte, wird häufig so interpretiert, dass damals zumindest ein größeres mykenisches Reich existierte, das mutmaßlich die Hegemonie über einige kleinere Herrschaften ausübte.
Die materielle Hinterlassenschaft der spätmykenischen Kultur zeigt im 14. und 13. Jahrhundert v. Chr. eine große Einheitlichkeit, regionale Unterschiede sind, z. B. in der bemalten Keramik und in anderen Bereichen der mykenischen Kunst, kaum auszumachen. Man spricht daher auch vom „Palaststil“. Erst ganz am Ende des 13. Jahrhunderts v. Chr. scheinen sich allmählich regionale Stile auszubilden. Gleichzeitig oder etwas früher, jedenfalls während der zweiten Hälfte des 13. Jahrhunderts v. Chr., wurden eine Reihe von Zentren stark befestigt, bzw. es werden vorhandene Befestigungen stark ausgebaut, was auf unsichere Zeiten schließen lässt. Nach Ausweis von Tontafeln in Linear B, einer Silbenschrift, die aus der kretischen Schrift entwickelt wurde (siehe Linearschrift A), scheint es zumindest um 1200 v. Chr. auf dem griechischen Festland mehrere voneinander unabhängige „Staaten“ (beispielsweise Pylos, Theben, Athen und Mykene) gegeben zu haben. In der Regel nimmt man an, dass diese „Staaten“ monarchisch organisiert waren, doch sind an dieser Position Zweifel geäußert worden. So hat etwa der Althistoriker Tassilo Schmitt 2009 die These publiziert, wa-na-ka sei nicht, wie meist vermutet, der Titel eines mykenischen Monarchen, sondern vielmehr der Name einer Gottheit gewesen.

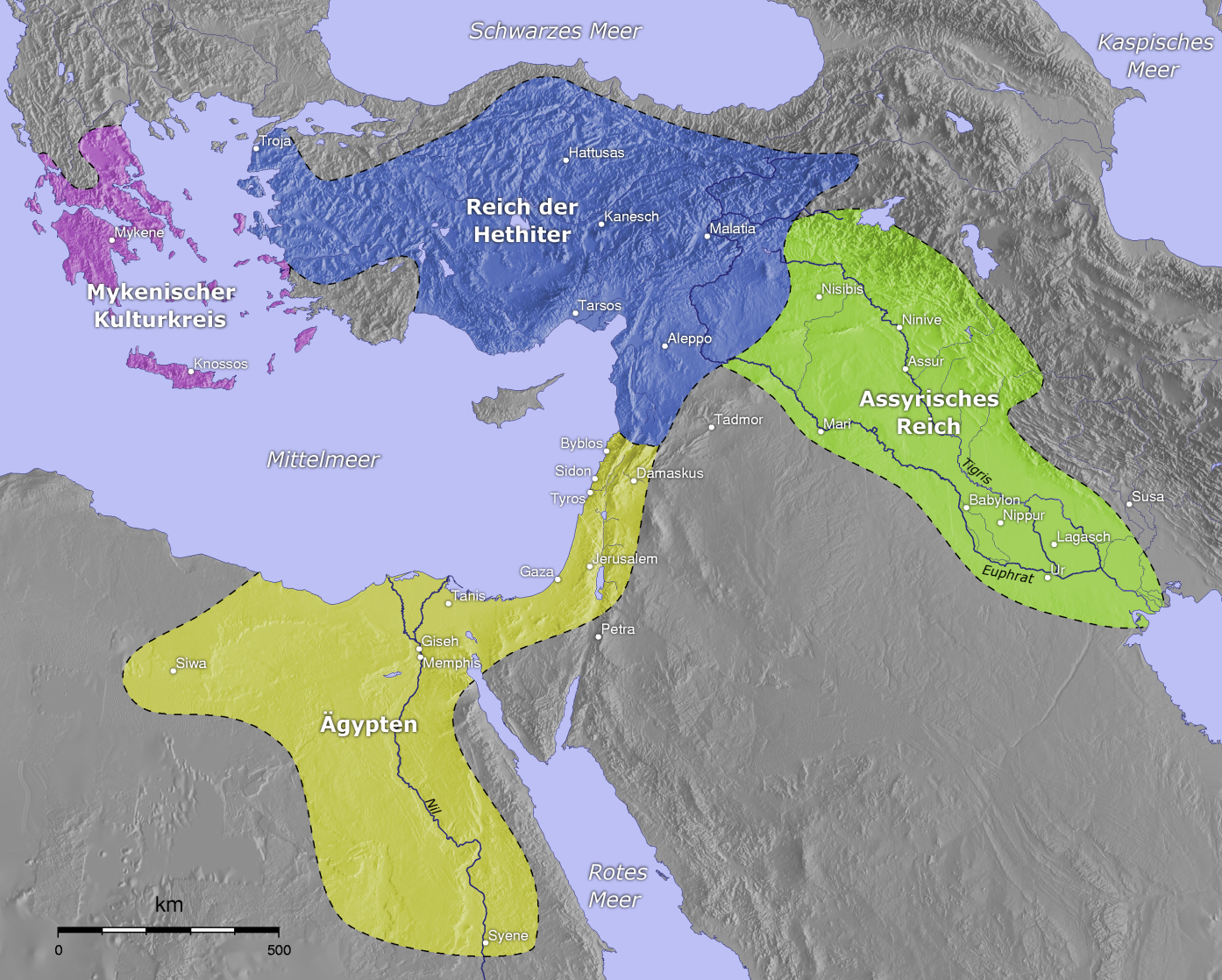
Östlicher Mittelmeerraum um 1230/20 v. Chr.

Mykenische Waren wurden in viele Gegenden des Mittelmeerraums exportiert. Neben intensiven Handelskontakten mit vielen Regionen des östlichen Mittelmeerraums scheint ab ca. 1400 v. Chr. auch der Handel mit dem Westen intensiviert worden zu sein. Davon zeugen viele Keramikfunde oder mykenische Einflüsse im Osten und Süden Siziliens (z. B. Thapsos und Cannatello), in Apulien (vor allem am Scoglio del Tonno, in Roca Vecchia und auf Kap Punta Meliso bei Santa Maria di Leuca), an der Küste Kalabriens (z. B. Punta di Zambrone), auf Sardinien (z. B. Umgebung der Nuraghe Antigori), in Tunesien, in Südspanien (Llanete de los Moros in der Provinz Córdoba und La Cuesta del Negro in der Provinz Granada) und im nördlichen Adriaraum (z. B. Monkodonja in Istrien oder Frattesina in der Poebene). Auch Funde italischer Herkunft in Griechenland bezeugen intensivere Kontakte im 14.–12. Jahrhundert v. Chr. nach Westen. Mykenische Waren verbreiteten sich auch weit nach Norden. So wurde in der befestigten Siedlung von Bresto, bei Banja (Bulgarien), ein fast vollständiges mykenisches Tongefäß aus dem 13. Jahrhundert entdeckt.
Kurz nach 1200 v. Chr. (am Ende SH III B2) werden viele mykenische Siedlungen, vor allem die Palastzentren, zerstört. Die genauen Ursachen und Abläufe dieser Umwälzungen sind nach wie vor ungeklärt. Die früher vertretene Theorie, die eine massive gewaltsame Einwanderung der Dorer für die Zerstörungen verantwortlich machte (s. Dorische Wanderung), wird mittlerweile in der Forschung ausgeschlossen. Denn in der Phase SH III C setzt sich die mykenische Kultur – wenn auch auf niedrigerem Niveau – eindeutig fort. Vor allem in der mykenischen Keramik wird die Tradition bruchlos fortgesetzt, und nicht alle größeren Siedlungen wurden zerstört. Zudem gibt es für diese Zeit keine klaren Indizien für in größerem Umfang zugewanderte Bevölkerung. Zeitgleich bricht das hethitische Großreich in Kleinasien zusammen, einige Jahre zuvor führt der hethitische Großkönig Šuppiluliuma II. Seegefechte gegen die „Feinde Alašijas“ (Zyperns). Bedeutende Städte und Handelszentren in Syrien werden zerstört (z. B. Ugarit zwischen 1194 und 1186 v. Chr.) und schließlich muss sich Ägypten unter Ramses III. (um 1178 v. Chr.) Angriffen von Fremdvölkern erwehren, die in der modernen Forschung als „Seevölker“ bezeichnet werden und laut ägyptischen Quellen zuvor viele Regionen im östlichen Mittelmeerraum verwüstet haben. Ein zumindest indirekter Zusammenhang der einschneidenden Ereignisse im mykenischen Griechenland mit den Umwälzungen im östlichen Mittelmeerraum wäre somit denkbar. Möglich wäre, so neuere Theorien, dass die Zerstörungen im Orient (Ausfall von Handelspartnern) zu einer Ressourcenknappheit im Ägäisraum führten und dann zu Verteilungskämpfen und inneren Kriegen geführt haben könnten. Pylos allerdings scheint nach Ausweis der Linear-B-Tafeln von See aus von äußeren Feinden zerstört worden zu sein. In der Forschung dominiert daher derzeit die Annahme, eine Vielzahl voneinander verstärkenden inneren und äußeren Faktoren, darunter etwa ein Erdbeben, habe zum weitgehenden Zusammenbruch im 12. Jahrhundert geführt.
Auch im Laufe der Phase SH III C kommt es auf dem Festland immer wieder zu Zerstörungen. Teilweise werden Siedlungen an unwirtlichen, aber gut geschützten Orten angelegt. Daneben bleiben auch die meisten Palastzentren, wie Tiryns und Mykene besiedelt. Vermutlich lebte in den Palästen eine neue Aristokratenschicht. Schriftfunde aus jener Zeit sind bislang nicht ans Licht gekommen, abgesehen von Linear-B-Zeichen auf einem einzelnen Gefäß, gefunden bei Milet, das in diese Phase datiert wird. Daher meinen viele Althistoriker und Archäologen, dass die Schriftlichkeit mit der Zerstörung der Zentren um 1190 v. Chr. verloren gegangen sei. Die Bedeutung der Phase SH III C tritt erst seit wenigen Jahrzehnten zu Tage. Inzwischen wurden Vasenmalereien aus dieser Periode gefunden, die große Schiffe wiedergeben. Seehandel oder Unternehmungen zu See hat es in jener Zeit demnach gegeben. Einige Gelehrte vertreten die Auffassung, dass die Phase SH III C einen gewichtigen Einfluss auf die Ausbildung eines Teils der griechischen Sagen, so die Werke Homers, hatte.

### Folgezeit
Zwischen etwa 1075 und 1025 v. Chr. geht die Periode SH III C in die submykenische Periode, definiert und nachweisbar durch das Auftreten Submykenischer Keramik, und dann in die protogeometrische Periode über. Gleichzeitig geht man immer mehr zur Brandbestattung über. In einigen Regionen Griechenlands ist die submykenische Periode bisher nicht nachgewiesen, dort scheint auf späte SH-III-C-Keramik direkt die protogeometrische Keramik zu folgen.

### Zeittafel
Die Archäologie konnte anhand der Keramik eine feiner differenzierte relative Chronologie für Griechenland aufstellen, wobei regional verschiedene Kulturen mit zeitlichen Unterschieden existierten. Da für die ägäische Bronzezeit keine historischen Aufzeichnungen existieren, die eine absolute Chronologie ermöglichen, ist sie auf minoische und mykenische Funde im Nahen Osten und vor allem Ägypten angewiesen, wofür aber im Bereich der altorientalischen Chronologien mehrere voneinander abweichende Chronologien diskutiert werden und auch für die ägyptische Chronologie verschiedene Ansätze für diese Zeit leicht abweichende Daten ergeben. Für Griechenland von hohem Belang ist zudem die Datierung der Eruption von Thera, die aufgrund der in Akrotiri gefundenen Keramik ins späte Spätminoikum IA fällt. Die Eruption wurde daher durch Synchronisierung mit der ägyptischen Chronologie traditionell ins letzte Drittel des 16. Jahrhunderts v. Chr. datiert. Naturwissenschaftliche Methoden ergeben seit den 1980ern aber wiederholt ein wesentlich früheres Datum für den Ausbruch, das zumeist in den 20er Jahren des 17. Jahrhunderts liegt. Bisher konnten die Widersprüche nicht aufgelöst werden, was zur Folge hat, dass die Forschung gespalten ist und mit unterschiedlichen Daten arbeitet (dazu ausführlich der Abschnitt Bedeutung und Datierung im Artikel Minoische Eruption; vergleiche auch Chronologie der minoischen Kultur). Die folgende Tabelle folgt der hohen Datierung, d. h., sie nimmt das frühe, naturwissenschaftlich ermittelte Datum des Ausbruchs auf Thera an, was vor allem eine frühere Datierung der Phasen Späthelladisch I und II (= Früh- und Mittelmykenisch) zur Folge hat. Daten, die der traditionellen („niedrigen“) Chronologie folgen, siehe Späthelladikum.
| Periodisierung    | Periodisierung    | Peloponnes & Mittelgriechenland | Zeit (frühe Datierung) | Zeit (späte Datierung) | Ereignisse in Griechenland | Entwicklungen außerhalb Griechenlands                                                   |
| ----------------- | ----------------- | --- | --- | --- | --- | --------------------------------------------------------------------------------------- |
|                   |                   | Relative Chronologie | v. Chr. | v. Chr. | |                                                                                         |
| Vor- palast- zeit | Vor- mykenisch    | MH III | 1800–1700 | 1700–1600 | Gräberrund B in Mykene |                                                                                         |
| Vor- palast- zeit | Früh- mykenisch   | SH I | 1700–1600 | 1600–1500 | Gräberrund A in Mykene Eruption von Santorin                                                                                       | Hyksos (1648–1536)                                                                      |
| Vor- palast- zeit | Mittel- mykenisch | SH IIA | 1600–1450 | 1500–1450 | minoische Paläste auf Kreta |                                                                                         |
| Vor- palast- zeit | Mittel- mykenisch | SH IIB | 1450–1400 | 1450–1400 | „Kriegergräber“ in Knossos | Thutmosis III. (1479–1424)                                                              |
| Palast- zeit      | Spät- mykenisch   | SH IIIA1 | 1400–1375 | 1400–1375 | Knossos alleiniger Palast auf Kreta                                                                                                | Thutmosis IV. (1397–1388) Amenophis III. (1388–1351)                                    |
| Palast- zeit      | Spät- mykenisch   | SH IIIA2 | 1375–1300 | 1375–1300 | Uluburun-Schiffwrack älterer Palast in Pylos                                                                                       | Amarnazeit: Echnaton (1351–1334)                                                        |
| Palast- zeit      | Spät- mykenisch   | SH IIIB1 | 1300–1240/25 | 1300–1240/25 | Schatzhaus des Atreus | Ramses II. (1279–1213)                                                                  |
| Palast- zeit      | Spät- mykenisch   | SH IIIB2 | 1240/25–1190 | 1240/25–1190 | Ausbau der Befestigungen in Tiryns und Mykene                                                                                      |                                                                                         |
| Palast- zeit      | Spät- mykenisch   | ca. 1200/1180 v. Chr. Zerstörung der Palastzentren und vieler Siedlungen, Ende der Palastwirtschaft, Demographische Verschiebungen | ca. 1200/1180 v. Chr. Zerstörung der Palastzentren und vieler Siedlungen, Ende der Palastwirtschaft, Demographische Verschiebungen | ca. 1200/1180 v. Chr. Zerstörung der Palastzentren und vieler Siedlungen, Ende der Palastwirtschaft, Demographische Verschiebungen | ca. 1200/1180 v. Chr. Zerstörung der Palastzentren und vieler Siedlungen, Ende der Palastwirtschaft, Demographische Verschiebungen | Zusammenbruch des Hethiterreichs, Zerstörung Ugarits, Seevölker(?)                      |
| Nachpalast- zeit  | Spät- mykenisch   | SH III C Früh | 1190–1150 | 1180–1150 | regional starker Bevölkerungsrückgang                                                                                              | Stark mykenisierende Keramik auf Zypern, in der Levante (Philisterkeramik in Palästina) |
| Nachpalast- zeit  | Spät- mykenisch   | SH III C Mitte | 1150–1070 | 1150–1070 | Erholungsphase |                                                                                         |
| Nachpalast- zeit  | Spät- mykenisch   | SH III C Spät | 1070–1050 | 1070–1050 | erneuter starker Bevölkerungsrückgang                                                                                              |                                                                                         |
| Nachpalast- zeit  | Submykenisch      | SubM | 1050–1000 | 1050–1000 | Begräbnisse in Steinkistengräber                                                                                                   |                                                                                         |

## Forschung
Die mykenische Kultur und Geschichte wird von Althistorikern, Klassischen Archäologen und Prähistorikern erforscht; in jüngerer Zeit wird auch von der wissenschaftlichen Spezialdisziplin Mykenologie gesprochen. Dieses Fach steht zwischen der klassischen Archäologie, der Vor- und Frühgeschichte und der Alten Geschichte und beinhaltet auch die Erforschung der mykenischen Sprache und Schriftkultur, an der sich auch einige Altphilologen und Indogermanisten beteiligen.